# Trạch Châu
Trạch Châu (chữ Hán giản thể: 泽州县, âm Hán Việt: Trạch Châu huyện) là một huyện thuộc địa cấp thị Tấn Thành, Tấn Thành, tỉnh Sơn Tây, Cộng hòa Nhân dân Trung Hoa. Huyện Trạch Châu có diện tích 2023 km², dân số năm 2003 là 510.000 người. Huyện Trạch Châu được chia thành 14 trấn, 3 hương.
- Trấn: Châu Thôn, Đại Đông Câu, Nam Thôn, Lê Xuyên, Tấn Miếu Phố, Cao Đô, Ba Công, Đại Dương, Hạ Thôn, Kim Thôn, Sơn Hà, Liễu Thụ Khẩu, Đại Ky, Bắc Nghĩa Thành, Xuyên Để, Lý Trại, Nam Lĩnh